# Середня скалярна швидкість
Сере́дня скаля́рна шви́дкість — одна з характеристик руху, яка визначається як відношення шляху до проміжку часу, за який тіло подолало цей шлях:
{\displaystyle {\bar {v}}={\frac {s}{\Delta t}}},
де {\displaystyle {\bar {v}}} — середня скалярна швидкість, s — шлях, {\displaystyle \Delta t} — проміжок часу.
Це означення відрізняється від означення швидкості тим, що швидкість є відношенням переміщення до проміжку часу, а отже векторною величиною. Для прикладу, болід Формули 1, подолавши коло, і повернувшись на своє місце, здійснив нульове переміщення, але пройшов шлях, що дорівнює довжині кола. Тобто, можна порахувати середню швидкість його руху.
Одиниці вимірювання середньої скалярної швидкості ті ж, що й для швидкості, м/с, км/год тощо.
При граничному переході {\displaystyle \Delta t\to 0}, значення середньої скалярної швидкості прямує до модуля швидкості.

## Визначення

### Середньо-квадратична швидкість
При визначені швидкості руху частинок у статистичній фізиці зручніше усереднювати не модуль швидкості, а її квадрат. Тоді середня скалярна швидкість визначається як
{\displaystyle {\bar {v}}={\sqrt {\langle v^{2}\rangle }}}.
Усереднення проводиться по всіх частинках і по часу.
За відсутності впорядкованого руху, тобто течії, середнє переміщення окремої частинки за достатньо великий проміжок часу дорівнює нулю, тож середнє значення векторної швидкості теж дорівнює нулю. Однак середнє значення квадрата швидкості відмінне від нуля і пов'язане з температурою.

### Тангенціальна швидкість
Лінійна швидкість, визначає відстань пройдену за одиницю часу, в той час як тангенціальна швидкість це лінійна швидкість чогось, що рухається довкола кругової траєкторії. Точка на зовнішній частині каруселі проходить більшу дистанцію при одному повному оберті ніж точка ближча до центру. Проходячи більшу відстань за однаковий час означає, що вона матиме більшу швидкість, і тому лінійна швидкість буде більшою на зовнішньому краї об'єкта, що обертається ніж ближче до осі обертання. Таку швидкість здовж кругової траєкторії називають тангенціальною швидкістю оскільки напрямом руху є дотична пряма до дуги кола. Для кругового руху, терміни тангенціальна швидкість і лінійна швидкість є взаємозамінними і обидві виражаються в м/с, км/год чи ін.